# Glimpse
Glimpse: Live Recordings from Around the World je album křesťanské rockové skupiny Sonicflood. Bylo vydáno 31. října 2006.

## Skladby
1. "Your Love Goes On Forever"
2. "Open The Eyes Of My Heart"
3. "You Are"
4. "I Want to Know You"
5. "Resonate"
6. "God Is Here"
7. "Cry Holy"
8. "Everlasting"
9. "Lord Of The Dance"
10. "Infinite Love"
11. "Save Me"
12. "In Thailand"